# Меседж
Меседж (з англ. Message) — повідомлення, завуальоване повідомлення, іронія, звернення, попередження, сигнал, короткий зміст чогось, послання.
Термін «меседж» в українському політичному лексиконі доволі новий. Запозичений з англійської, він перекладається як «повідомлення», «зв'язок», «послання». Вебстерський словник тлумачить це слово як «письмове або усне повідомлення від однієї особи до іншої».
Меседжем є інформація від її джерела до одержувача в системі відносин за певними принципами. Меседжем може бути і якась думка чи ідея, виражена вербальним або невербальним (у вигляді сигналу, знаку) способом, якщо вкладений у неї зміст (через подальше розгортання та осмислення або контекстуально як асоціація чи алюзія) забезпечує усвідомлювану взаємозалежність між учасниками комунікативної взаємодії як аспекту соціальних відносин на основі притаманних їй усталених історичних, духовно-ментальних, соціокультурних форм.
Фахівці з політичної комунікативістики під меседжем розуміють таку інформацію в політичних комунікаціях, яка містить певний прихований смисл, що дає реципієнтові додаткові відомості про справжні наміри комунікатора [2, с. 467]. В масиві інформації, залежно від змісту, можна окреслити окремі її фрагменти, які, власне, й можуть бути меседжами. Іноді вони означають набагато більше, ніж увесь текстуально оформлений меседж. Меседж має нести певний інформаційний енергетичний імпульс.

## Приклади
1. ↑  Без «меседжів» цілком можна обійтися [Архівовано 11 листопада 2014 у Wayback Machine.], Блог професора Пономарева, Бі-Бі-Сі
2. ↑  Політичний менеджмент: наук. журнал / голов. ред. Ю. Ж. Шайгородський. — 2009.- № 6. — С. 72[недоступне посилання з липня 2019];